# Спасский район (Нижегородская область)
Спа́сский райо́н — административно-территориальное образование (район) в Нижегородской области России. В рамках организации местного самоуправления ему соответствует Спасский муниципальный округ (с 2004 до 2022 гг. — муниципальный район).
Административный центр — село Спасское.

## География
Спасский район расположен на юго-востоке Нижегородской области в лесостепном Правобережье и граничит с Воротынским, Лысковским, Княгининским, Сергачским и Пильнинским районами (округами). Спасский район является самым северным в южной сельскохозяйственной зоне области.
Район занимает территорию общей площадью 706,55 км².
Количество в районе населённых пунктов — 44, объединённых 7 сельскими поселениями. Районный центр — село Спасское находится в 40 километрах от железнодорожной станции Сергач.
Климатические условия района практически не отличаются от климатических условий Правобережья. Среднегодовая температура воздуха равна 3,5 °C0. Осадков выпадает 550—600 миллиметров. Иногда испарение превышает количегство выпавших осадков.
Естественные природные условия и относительная отдалённость от промышленных центров позволяет отнести Спасский район к разряду экологически чистых.

## История
Административный центр Спасского района — село Спасское является одним из старинных населённых пунктов Нижегородской области (упоминается в 1399 году). Однако из-за частых набегов монголо-татарских отрядов, а затем казанцев восточная окраина Нижегородчины оказалась в запустении. Повторно сельцо Спасское было основано в 1622 году. В середине 40-х годов XVII века Спасское стало довольно крупным ремесленным селом. В Спасской волости быстро развивались торговля и промыслы: село Тубанаевка стало центром кожевенного производства, в селе Монастырском Ватрасе действовали десятки овчинных мастерских, село Елховка славилось гончарными изделиями, в деревне Турбанке с 1912 года начала действовать одна из самых крупных в губернии льнопрядильных фабрик.
Около 10 отраслей обрабатывающей промышленности развивалось в селе Спасском. Но более всего село Спасское стало известно благодаря развитию торговли. Здесь проводились базары, а с 1831 года — летняя и осенняя ярмарки. Осенняя Спасская ярмарка наряду с Маровской ярмаркой (кстати, возникшей также на территории Спасского района — у стен Крестомаровской общежительной пустыни, а в 1785 г. переведённой в с. Чернуху в совр. Лысковском районе) считались самыми крупными сельскими ярмарками Нижегородского Поволжья. Главными товарами в Спасском были выделанные кожи, пух, перо, конский волос, щетина, клей, мед, ткани, изделия ремесленников.
Спасская волость Васильсурского уезда первоначально находилась в собственности Благовещенского монастыря в Нижнем Новгороде, затем в ведомстве патриаршего дома и Святейшего Синода, село Коропово (Русское Маклаково) принадлежало Печерскому монастырю в Нижнем Новгороде. С конца XVIII века оба села стали государственными. Остальная часть русских населённых пунктов района до отмены крепостного права принадлежала различным помещикам. В частности, Толстым — прямым предкам великого русского писателя (Толстой, Лев Николаевич) (с. Ключищи); В. Н. Мезенцевой (урожд. Зубовой) — внучке великого русского полководца (Суворов, Александр Васильевич) (с. Вазьянка с округой); Сущевым (Большое и Малое Сущево, здесь бывал Балакирев, Милий Алексеевич — русский композитор, пианист, дирижёр, глава «Могучей кучки»).
В 1779 году в Спасском происходило торжественное объявление Василя (Васильсурск) уездным городом. Уездные учреждения располагались в селе до 1781 года.
Районным центром Спасское стало в 1929 году. В 1954—1957 годах район входил в состав Арзамасской области. В 1963 году Спасский район был ликвидирован, но в 1965 вновь восстановлен. Границы района дважды изменялись: в 1944 году селения Троицкого куста были переданы в состав Княгининского района, в 1957—1963 годах в состав Спасского района входило село Курмыш с округой.

## Население
| 1939    | 1959    | 1970    | 1979    | 1989    | 2002    | 2008    | 2009    | 2010    |
| ------- | ------- | ------- | ------- | ------- | ------- | ------- | ------- | ------- |
| 50 558  | ↘37 057 | ↘25 005 | ↘19 708 | ↘16 204 | ↘13 533 | ↘11 575 | ↘11 223 | ↘10 998 |
| 2011    | 2012    | 2013    | 2014    | 2015    | 2016    | 2017    | 2018    | 2019    |
| ↘10 919 | ↘10 551 | ↘10 415 | ↘10 202 | ↘9958   | ↘9834   | ↘9698   | ↘9486   | ↘9225   |
| 2020    | 2021    |         |         |         |         |         |         |         |
| ↘9029   | ↗9759   |         |         |         |         |         |         |         |

## Административно-муниципальное устройство
В Спасский район, в рамках административно-территориального устройства области, входят 7 административно-территориальных образований — 7 сельсоветов.
| № | Административно- территориальное образование | Административный центр   | Количество населённых пунктов | Население (чел.) | Площадь (км²) |
| - | -------------------------------------------- | ------------------------ | ----------------------------- | ---------------- | ------------- |
| 1 | Базловский сельсовет                         | село Базлово             | 3                             | ↘604             | 48,61         |
| 2 | Вазьянский сельсовет                         | деревня Сосновка         | 10                            | ↗799             | 114,14        |
| 3 | Высокоосельский сельсовет                    | село Высокий Оселок      | 10                            | ↗740             | 117,11        |
| 4 | Красноватрасский сельсовет                   | село Красный Ватрас      | 8                             | ↗1340            | 124,94        |
| 5 | Маклаковский сельсовет                       | село Татарское Маклаково | 5                             | ↗1110            | 142,95        |
| 6 | Спасский сельсовет                           | село Спасское            | 5                             | ↗4296            | 113,54        |
| 7 | Турбанский сельсовет                         | деревня Турбанка         | 3                             | ↗870             | 45,26         |

Первоначально на территории Спасского района до 2009 года выделялись 11 сельсоветов. В рамках организации местного самоуправления в 2004—2009 гг. в существовавший в этот период Спасский муниципальный район входили соответственно 11 муниципальных образований со статусом сельских поселений. В 2009 году были упразднены следующие сельсоветы: Новоусадский (включён в Красноватрасский сельсовет), Бронско-Ватрасский (включён в Высокоосельский сельсовет), Сосновский (включён в Вазьянский сельсовет), Татаро-Маклаковский и Русско-Маклаковский сельсоветы (объединены в Маклаковский сельсовет). Законом от 12 апреля 2022 года Спасский муниципальный район и все входившие в его состав поселения были упразднены и объединены в Спасский муниципальный округ.

## Населённые пункты
В Спасском районе 44 населённых пункта (все — сельские).
| №  | Населённый пункт    | Тип     | Население | Административно- территориальное образование |
| -- | ------------------- | ------- | --------- | -------------------------------------------- |
| 1  | Антоново            | село    | ↘317      | Турбанский сельсовет                         |
| 2  | Базлово             | село    | ↘377      | Базловский сельсовет                         |
| 3  | Большое Сущево      | село    | ↘54       | Спасский сельсовет                           |
| 4  | Борковка            | деревня | ↘10       | Высокоосельский сельсовет                    |
| 5  | Бронский Ватрас     | село    | ↘307      | Высокоосельский сельсовет                    |
| 6  | Бутениха            | деревня | ↘4        | Вазьянский сельсовет                         |
| 7  | Быковы Горы         | село    | ↘74       | Турбанский сельсовет                         |
| 8  | Вазьянка            | село    | ↘398      | Вазьянский сельсовет                         |
| 9  | Высокий Оселок      | село    | ↘239      | Высокоосельский сельсовет                    |
| 10 | Высоково            | деревня | ↘0        | Маклаковский сельсовет                       |
| 11 | Горки               | село    | ↘181      | Высокоосельский сельсовет                    |
| 12 | Грязновка           | деревня | ↘22       | Вазьянский сельсовет                         |
| 13 | Долгое Поле         | село    | ↘53       | Высокоосельский сельсовет                    |
| 14 | Дюжаковка           | посёлок | ↘0        | Вазьянский сельсовет                         |
| 15 | Елховка             | село    | ↘167      | Спасский сельсовет                           |
| 16 | Ивановское          | село    | ↘85       | Красноватрасский сельсовет                   |
| 17 | Ишеево              | деревня | ↘199      | Базловский сельсовет                         |
| 18 | Кирилловка          | деревня | ↘42       | Красноватрасский сельсовет                   |
| 19 | Ключищи             | село    | ↘7        | Маклаковский сельсовет                       |
| 20 | Красные Мары        | посёлок | ↘0        | Вазьянский сельсовет                         |
| 21 | Красный Ватрас      | село    | ↘858      | Красноватрасский сельсовет                   |
| 22 | Латышиха            | село    | ↘20       | Красноватрасский сельсовет                   |
| 23 | Малое Сущево        | деревня | ↘51       | Высокоосельский сельсовет                    |
| 24 | Масловка            | село    | ↘155      | Спасский сельсовет                           |
| 25 | Низовка             | село    | ↘70       | Вазьянский сельсовет                         |
| 26 | Новая               | деревня | ↘43       | Высокоосельский сельсовет                    |
| 27 | Новое Дружково      | деревня | ↘12       | Высокоосельский сельсовет                    |
| 28 | Новый Усад          | село    | ↘290      | Красноватрасский сельсовет                   |
| 29 | Петровка            | деревня | ↘7        | Красноватрасский сельсовет                   |
| 30 | Прудищи             | село    | ↘83       | Вазьянский сельсовет                         |
| 31 | Раков               | посёлок | ↘20       | Высокоосельский сельсовет                    |
| 32 | Русское Маклаково   | село    | ↘236      | Маклаковский сельсовет                       |
| 33 | Саблуково           | деревня | ↘24       | Вазьянский сельсовет                         |
| 34 | Скучиха             | деревня | ↘0        | Спасский сельсовет                           |
| 35 | Солониха            | село    | ↘22       | Красноватрасский сельсовет                   |
| 36 | Сосновка            | деревня | ↘218      | Вазьянский сельсовет                         |
| 37 | Спасское            | село    | ↗4001     | Спасский сельсовет                           |
| 38 | Старое Дружково     | деревня | ↘176      | Вазьянский сельсовет                         |
| 39 | Сыромятниково       | деревня | ↘0        | Высокоосельский сельсовет                    |
| 40 | Татарское Маклаково | село    | ↘1059     | Маклаковский сельсовет                       |
| 41 | Тубанаевка          | село    | ↘180      | Красноватрасский сельсовет                   |
| 42 | Тукай               | деревня | ↘388      | Базловский сельсовет                         |
| 43 | Турбанка            | деревня | ↘603      | Турбанский сельсовет                         |
| 44 | Яблонка             | деревня | ↘0        | Маклаковский сельсовет                       |

## Экономика

### Промышленность
В промышленности занято 168 чел., что от общего объёма числа занятых в экономике района составляет 5,6 %.
Показатели деятельности основных предприятий района:
| Предприятие                 | Объём производства в действующих ценах | Объём производства в действующих ценах | Объём производства в действующих ценах | Объём производства в действующих ценах | Темп роста в сопоставимых ценах, % | Темп роста в сопоставимых ценах, % |
| --------------------------- | -------------------------------------- | -------------------------------------- | -------------------------------------- | -------------------------------------- | ---------------------------------- | ---------------------------------- |
|                             | млн руб.                               | темп роста к пред. году, %             | млн руб.                               | темп роста к пред. году, %             |                                    |                                    |
|                             | 2016                                   | 2016                                   | 2017                                   | 2017                                   |                                    |                                    |
| ООО «Спасский мясопродукт»  | 55,2                                   | 95,2                                   | 50,5                                   | 91,5                                   |                                    |                                    |
| ООО «Спасский промкомбинат» | 12,1                                   | 74,4                                   | 13,9                                   | 115,3                                  |                                    |                                    |
| ООО «Спасский хлеб»         | 11,2                                   | 98,5                                   | 12,3                                   | 110,4                                  |                                    |                                    |
| ООО «Хлебсервис»            | 57,3                                   | 104,4                                  | 57,2                                   | 99,7                                   |                                    |                                    |

### Сельское хозяйство
Сельское хозяйство района специализируется на животноводстве и растениеводстве, доля в валовой продукции соответственно — 47,4 % и 52,6 %.

#### Животноводство
Производство продукции животноводства в динамике за ряд лет: мясо, молоко.
|              | 2015 | 2016 | 2017   |
| Мясо, тонн   | 598  | 768  | 578,55 |
| Молоко, тонн | 9453 | 8560 | 8935,6 |

#### Растениеводство
Производство продукции растениеводства: зерновые, картофель. Доля в областных показателях. Урожайность зерновых, картофеля в динамике и в сравнении с областными показателями.
|                     | 2015  | 2016  | 2017    |
| Производство (тонн) |       |       |         |
| зерновые            | 38700 | 43455 | 51190,4 |
| картофель           | 30400 | 27095 | 25452,9 |
| Урожайность (ц/га)  |       |       |         |
| зерновые            | 22,1  | 23,3  | 27,9    |
| картофель           |       |       |         |

В сельском хозяйстве района насчитывается 8 сельскохозяйственных предприятий, на их долю приходится 50 % сельскохозяйственного производства.
- 3 СПК: «имени Будённого», «Власть Советов», «Новоусадский»
- 5 обществ с ограниченной ответственностью: «Вперёд», «Антоновское», «Байрам»; «Антоновское», «Колос»

Кроме того зарегистрировано 30 крестьянских (фермерских) хозяйств, на долю которых приходится 25,5 % сельскохозяйственного производства и 6773 личных подсобных хозяйств. В районе выращивают пшеницу, ячмень, кукурузу, зернобобовые культуры, картофель.

### Ресурсы

#### Земельные ресурсы
В структуре почвенного покрова района преимущественное распространение имеют серые лесные почвы. По механическому составу они в основном глинистые и тяжелосуглинистые. Необходимо отметить, что название почв «лесные» не соответствует их современному использованию. Незначительную часть территории занимают чернозёмы. Серые лесные почвы и чернозёмы в большинстве своём используются под посевы сельскохозяйственных культур, так как они являются лучшими почвами в области.
Смытость пахотных почв Спасского района колеблется от 10 до 20 %. Развитию водной эрозии в районе способствует то, что наиболее распространённые здесь почвы обладают малой противоэрозийной устойчивостью из-за потери водопрочных агрегатов и уплотнённого верхнего пахотного горизонта.
Структура земельного фонда
| № п/п | Наименование земель                                       | Всего, га | В % к общей площади |
| ----- | --------------------------------------------------------- | --------- | ------------------- |
| 1     | Пашня                                                     | 40970     | 58,0                |
| 2     | Многолетние насаждения                                    | -         | -                   |
| 3     | Сенокосы                                                  | 2498      | 3,5                 |
| 4     | Пастбища                                                  | 10958     | 15,5                |
| 5     | Итого сельхозугодий                                       | 54426     | 77,0                |
| 6     | Коллективное и индивидуальное садоводство, огородничество |           |                     |
| 7     | Земли личных подсобных хозяйств                           | 2588      | 3,7                 |
| 8     | Леса                                                      | 6728      | 9,5                 |
| 9     | Кустарники                                                | 1199      | 1,7                 |
| 10    | Болота                                                    | 132       | 0,2                 |
| 11    | Под водой                                                 | 434       | 0,6                 |
| 12    | Земли, находящиеся в стадии мелиорационного строительства | -         |                     |
| 13    | Площади, улицы, переулки                                  | 648       | 0,9                 |
| 14    | Под строениями                                            | 768       | 1,1                 |
| 15    | Нарушенные земли                                          | -         |                     |
| 16    | Прочие                                                    | 3777      | 5,3                 |
|       | Всего                                                     | 70700     | 100,0               |

#### Минеральные ресурсы
На территории района не обнаружено каких-либо полезных ископаемых, пригодных для промышленной эксплуатации, кроме глины для строительной керамики, запасы которой менее одного миллиона кубических метров. Местонахождение глины отнесено к перспективным в масштабах области.

#### Лесные ресурсы
Спасский район по официальной классификации относится к безлесным районам области. Общая площадь лесов составляет всего 6700 гектар (лесистость района — 9,5 %), в том числе леса I группы — 4700 гектар и леса II группы — 2000 гектар. Общий запас древесины — 75000 кубических метров, в том числе хвойные — 13500 кубических метров. Запас спелых пород составляет 7900 кубических метров. Все леса относятся к зоне защитного лесоводства.

#### Водные ресурсы
На территории района протекает река Урга с притоками Имза, Урынга, Мигинка, Чёрная и Ватраска. Средняя величина годовых ресурсов поверхностных вод района составляет 91000000 кубических метров. Однако главным источником водоснабжения района являются подземные воды, и только на орошение в основном используются речки и пруды. В районе имеются 86 артезианских скважин, большинство которых относятся к муниципальной собственности. Среднегодовой объём забора воды составляет 1230000 кубических метров.

#### Луговые ресурсы
В районе расположены луга материково — суходольные и низинные, расположенные на водоразделах речек и на склонах долин, а также луга заливные, находящие в поймах этих речек. Естественная продуктивность лугов составляет 19 ц/га.

### Транспорт
До ближайшей железнодорожной станции 40 километров Сергач, до пристани — 52 километра — Лысково.
Транспортное сообщение в районе осуществляется по автомобильным дорогам общей протяженностью 173 км, общая протяженность автобусных маршрутов, проходящих по территории района — 74 км. Автомобильные дороги Воротынец — Спасское — Сергач, Спасское — Варганы, Спасское — Ульяновка (на Курмыш) имеют региональное значение.
Все центры сельских поселений соединены благоустроенными дорогами.
Перевозку жителей района осуществляет Спасское пассажирское автотранспортное предприятие по маршрутам: Спасское — Лысково — Дзержинск, Спасское — Лысково — Нижний Новгород, Воротынец — Спасское, Воротынец — Спасское — Сергач — Лукоянов.

## Туризм
Географическое положение села Спасского примечательно: улицы расположены на семи холмах, точь-в-точь как в Москве или Древнем Риме. За каждым холмом закрепилось название «гора»: Попова гора, Сюгина Гора, Вшивогориха. На базе МБУК «Центр развития народных промыслов и туризма» можно заказать индивидуальную экскурсию «Прошлое и настоящее села Спасское», также организовать туры одного дня «Спасской Отчины судьба», «Богатство узорчатых церквей», «Быль со сказкой рядышком живут».

## Культура и образование

### Учреждения образования
На 1 января 2018 года в системе муниципального образования в районе действовало 7 общеобразовательных школ в том числе 2 филиала (760 учащихся), 10 детских садов и 1 семейный детский сад (276 воспитанников). На территории района функционирует 1 учреждение дополнительного образования (370 кружковцев), 1 государственная образовательная организация — учреждение среднего профессионального образования «Спасский агропромышленный техникум» (200 учащихся).
В 2001—2014 годах существовал Спасский детский дом.
В 2009 году проведён капитальный ремонт воскресной школы села Спасского, действующей при храме в честь Преображения Господня.

### Культура и спорт
В районе функционируют 19 клубных учреждений, 14 библиотек, детская музыкальная школа, исторический музей, центр развития народных промыслов и туризма.

### Фестивали и праздники
- Праздник день села «Яблочный Спас» 19 августа
- Фестиваль «Куклы водят хоровод» 19 августа
- Фестиваль «Дед Мороз в гостях у Кыш Бабая» Декабрь
- Крестный ход с иконой «Избавительница» Август

## Достопримечательности

### Памятники
- Памятник землякам, погибшим в Великой Отечественной войне
- Бюсты Героев Советского Союза
- Аллея в честь воинов-интернационалистов

### Музеи
- Районный Народный исторический музей. Музей расположен в двухэтажном каменном особняке спасского купца-предпринимателя XIX века А. В. Данилова. Основой первых экспозиций музея стали экспонаты, переданные Д. А. Прозоровской, учительницей Тубанаевской школы. В 1993 году в музее прошли первые экскурсии.
- Музей истории Спасской средней школы. В данном музее можно ознакомиться с историей школы от момента её создания до наших дней. Узнать о знаменитых выпускниках школы, прославивших наш район.
- Музей боевой славы Вазьянской средней школы. «Экспозиция памяти земляков — участников Великой Отечественной войны» Музей рассказывает об истории героев-земляков, прошедших Великую Отечественную войну
- Школьный музей татарской национальной культуры. «Быт и культура татарского села.» Музей рассказывает об истории героев-земляков, о истории, быте и жизни села.
- Школьный краеведческий музей села Высокий Оселок. «Быт, культура и история села» Музей рассказывает об истории героев-земляков, о истории, быте и жизни села
- Краеведческий музей при Турбанской сельской библиотеке. «Быт, культура и история села». «История Турбанской фабрики» В музее можно ознакомиться с историей деревни Турбанка. Узнать историю создания Турбанской льнопрядильной ткацкой фабрики.
- Музей татарской национальной культуры, филиал Народного исторического музея с. Спасское. «Быт и культура татарского села» История становления колхоза, образования и культуры на селе. Экспозиция героев войны и труда, тружеников тыла, участников локальных войн. Зал «Татарская изба» расскажет о быте и жизни татарской семьи.

### Природные объекты
- Кедровая роща. Лесная полоса, располагается в селе Ключищи, где находилось поместье графов Толстых, предков Льва Николаевича Толстого.
- Центральный парк. На территории парка находится детская игровая зона, спортивная площадка с тренажерами, зона отдыха.
- Парк Победы. Парк открыт в честь 40-летия Победы, заложен в 1985 году.

### Исторические здания
- Дом купца Данилова А. В. Исторически-архитектурный памятник, в данный момент в здании находится «Народный исторический музей», «Центр развития народных промыслов и туризма»
- Дом купцов Вшивкиных. Дом с деревянной резьбой 1856 года
- Дом купца Боброва А. А. Дом с сохранившейся кованной аркой
- Дом Сорокина А. И. Дом фабриканта основавшего льно прядильно-ткацкую фабрику

## Лечебные учреждения
В районе действует Спасская ЦРБ, а также осуществляют свою деятельность фельдшерско-акушерские пункты (ФАПы).

## Религия
Религиозный состав населения Спасского района отличается поликонфессиональностью. Основная часть жителей — православные. В настоящее время приходские храмы действуют в сс. Спасское, Красный Ватрас, Вазьянка, Низовка, Тубанаевка, Прудищи, Антоново. В 2014 году началось восстановление церкви в с. Новый Усад. Самым старым храмом района является Спасо-Преображенская церковь в с. Масловка (построена в 1750 г.).
В XVII — середине XVIII века на территории района существовала Маровская пустынь (Маровский Крестовоздвиженский монастырь). В конце XIX — первой четверти XX века на её месте действовала Маровская Крестовоздвиженская община. В самом селе Спасском в это же время существовала Спасская Святотроицкая община.
В дореволюционный период в районе имелась довольно многочисленная прослойка старообрядцев. Возникла также община молокан.
В южной части района с начала XVII века стали селиться татары. В настоящее время мечети действуют в каждом татарском селе (Татарское Маклаково, Базлово, Ишеево, Тукай (Парша)).
В Спасском районе есть достопримечательности религиозного значения: семь мечетей, две из которых являются объектами культурного наследия регионального значения и несколько церквей.

## Люди, связанные с районом
- Игнатий (Римский-Корсаков) (ок. 1639—1701) — митрополит Сибирский и Тобольский, стольник царя Алексея Михайловича, писатель, публицист, в 1660—1670-х гг. монах, настоятель Крестомаровской пустыни (Маровский Крестовоздвиженский монастырь) в Нижегородском уезде.
- Сущов (Сущёв), Павел Иванович (1779— 1851) — вице-адмирал, член Адмиралтейств-совета (село Большое Сущёво).
- Золотницкий, Владимир Николаевич (1853—1930) — российский и советский врач, специалист по вопросам туберкулёза, краевед и общественный деятель (село Ивановское).
- Вишневский, Иван Иванович (1862—1943) — краевед, архивист, член НГУАК Нижегородская губернская учёная архивная комиссия (село Красный Ватрас)[28].
- Барышев, Степан Никитич (1864—1947) — селекционер-самоучка, льновод, кавалер ордена Ленина, старейший депутат Верховного Совета РСФСР первого созыва (1938) (деревня Саблуково).
- Волков, Василий Романович (1880—1914) — полный георгиевский кавалер, участник Русско-японской и Первой мировой войн (село Ивановское).
- Мазурин, Василий Яковлевич (1900 — ?) — советский военный деятель, полковник (1943 год) (село Долгое Поле).
- Трубачёв, Василий Алексеевич (1902—1964) — генерал-майор, Герой Советского Союза (село Спасское)
- Васильков, Борис Павлович (1906—1980) — советский учёный, миколог, кандидат биологических наук. Известный исследователь шляпочных грибов. Автор научных работ по систематике, экологии, географии и практическому использованию грибов, а также популярных справочников и определителей (село Низовка).
- Баданов, Геннадий Петрович (1911—1975) — архитектор, лауреат Государственной премии Белорусской ССР (село Тубанаевка).
- Бабаев, Александр Иванович (1913—1981) — майор, Герой Советского Союза (родился в селе Малиновка? сейчас село Бронский Ватрас).
- Шибаев, Алексей Иванович (1915—1991) — советский партийный, профсоюзный деятель, Герой Социалистического Труда (село Масловка).
- Кондаков, Михаил Елисеевич (1919—2005) — передовик производства, бригадир слесарей-сборщиков завода «Электрохимприбор» Свердловской области, Герой Социалистического Труда (село Новый Усад (Спасский район)).
- Барбузанов, Иван Иванович (1919—1990) — новатор производства, механизатор Курмышской МТС, Герой Социалистического Труда (село Деяново), жил в селе Спасское).
- Рязанов, Иван Яковлевич (1924—1988) — ефрейтор, Герой Советского Союза (деревня Грязновка).
- Билецкая, Зоя Васильевна (1926—1995) — новатор производства, бригадир, мастер цеха завода им. Я. М. Свердлова (г. Дзержинск, Герой Социалистического Труда (село Масловка)[29].
- Евдокимов, Юрий Алексеевич (1927 г.р.) — председатель колхозов «Дружковский» и имени Будённого Спасского района, кавалер орденов Ленина, Октябрьской Революции, Трудового Красного Знамени, «Знак Почета», почетный гражданин села Спасского, почетный гражданин Спасского муниципального района (деревня Старое Дружково)[30].
- Абызов, Сабит Салахутдинович (1928 г.р.) — доктор биологических наук, известный специалист в области микробиологии Антарктиды, организатор и участник совместных исследований Института микробиологии АН и Горного института на станции Восток по изучению микроорганизмов, содержащихся в толще антарктического ледяного покрова (село Татарское Маклаково)[31][32]
- Евграфов, Леонтий Васильевич (1935 г.р.) — начальник Мурманского тралового флота с 1983 по 1987 годы, в 1987—1991 представитель Минрыбхоза СССР в Сьерра-Леоне, депутат Верховного Совета СССР (1974), кавалер орденов Ленина, Трудового Красного Знамени, Знак Почёта (деревня Турбанка)[33]
- Генералов, Леонид Евстафьевич (1937—1991) — советский военачальник, участник афганской войны, командующий 40-й армией в составе Ограниченного контингента советских войск (1983—1985), генерал-полковник (село Вазьянка).
- Умяров, Зяки Ахмярович (1952 г.р.) — самбист, чемпион и призёр чемпионатов СССР, чемпион мира, обладатель Кубков СССР и мира, Заслуженный мастер спорта СССР, Заслуженный работник физической культуры Российской Федерации (село Татарское Маклаково).
- Закиров, Гаяз Салихович (1955 г.р.) — председатель Духовного управления мусульман Нижегородской области с 2008 года (село Ишеево)[34]